# Doplňovací volby do Federálního shromáždění 1989
Doplňovací volby do Federálního shromáždění 1989 se konaly 20. dubna v jednom volebním obvodu Sněmovny lidu a osmi volebních obvodech Sněmovny národů. Jednalo se o první a jediné volby v socialistickém Československu, kde bylo možné vybírat z více než jednoho kandidáta (konkrétně ze dvou v každém obvodu).

## Sněmovna lidu
Volební obvody:
- Obvod č. 66 - Teplice-západ.
  - Zvolen byl Luboš Běhálek.[2]

## Sněmovna národů
Volební obvody:
- Obvod č 15 - Mladá Boleslav (okres Mladá Boleslav a severní část okresu Nymburk ohraničená obcemi Rožďalovice, Křinec, Vestec, Oskořínek, Bobnice, Všechlapy, Dvory, Kostomlaty nad Labem, Ostrá, Chrást, Semice).
  - Zvolen byl Václav Nový.[3]
- Obvod č 24 - Domažlice-Klatovy (okresy Domažlice a Klatovy)
  - Kandidáti: Zdeněk Šoš; Josef Mixán[4]
- Obvod č 53 - Hodonín (okres Hodonín).
  - Zvolen byl Radomír Vinter.[3]
- Obvod č 62 - Ostrava I (městský obvod Ostrava 4 a městský obvod Ostrava 1 bez městských částí Hošťálkovice, Lhotka, Petřkovice a severního okraje městské části Přívoz ohraničeného na jihu ulicemi Horovou a Osvoboditelů, železniční tratí Přerov - Bohumín a ulicemi Mariánskohorskou, Dusíkárenskou a Chemickou).
  - Zvolen byl Jiří Doležal.[3]
- Obvod č 66 - Třinec (jižní část okresu Frýdek - Místek na severu ohraničená obcemi Fryčovice, Palkovice, Frýdlant nad Ostravicí, Morávka a městem Třinec).
  - Zvolen byl Gustav Pilch.[3]
- Obvod č 68 - Havířov (město Havířov a obce Orlová, Petřvald, Rychvald, Stonava, Albrechtice a Těrlicko).
  - Kandidáti: Alois Priesnitz; Josef Hess[4]
- Obvod č 92 - Nitra (jihovýchodní část města Nitra ohraničená hranicí volebního obvodu Obvod č 93 a hranicemi města).
  - Zvolen byl Jozef Kunkela.[3]
- Obvod č 118 - Ilava (jihozápadní část okresu Povážská Bystrica ohraničená obcemi Lazy pod Makytou, Lúky, Dohňany, Breznica, Lednické Rovne, Horovce, Ladce, Košecké Podhradie a Zliechov).
  - Kandidáti: Ivan Marušinec; Karol Ondrička[4]